# Masacre de Big Bottom
La masacre de Big Bottom fue un asesinato en masa perpetrado por guerreros Lenape y Wyandot contra colonos estadounidenses el 2 de enero de 1791. La masacre ocurrió cerca de la actual Stockport, Ohio. Se considera parte de las Guerras Indias del Noroeste, en las que los nativos americanos del Territorio de Ohio se enfrentaron a los colonos estadounidenses, buscando expulsarlos de su territorio.
Después de la Guerra de la Independencia de Estados Unidos, el gobierno de los Estados Unidos vendió tierras en el territorio de Ohio, principalmente a empresas que prometieron desarrollarlas. Un grupo de ocupantes ilegales se había mudado a esta zona y se había establecido a lo largo de la llanura de inundación, o tierra "inferior", del río Muskingum, a unos 48 km al norte de un asentamiento de Ohio Company of Associates en Marietta, Ohio . El asentamiento fue atacado por guerreros Lenape y Wyandot que buscaban expulsar a los recién llegados. Asaltaron el fortín, el cual no había sido terminado de construir, y mataron a once hombres, una mujer y dos niños. (Los relatos varían en cuanto al número de víctimas.) Los nativos americanos capturaron a tres colonos, y al menos uno murió más tarde, mientras que otros cuatro escaparon al bosque.
La Compañía de Asociados de Ohio buscó brindar mayor protección a los colonos en el Territorio del Noroeste, a medida que los conflictos se generalizaban. Una coalición de tribus nativas americanas luchó para expulsar a los recién llegados y preservar sus tierras. La guerra no terminó hasta 1794.
La Sociedad Histórica de Ohio administra el sitio de tres acres de Big Bottom Park, que ha sido incluido en el Registro Nacional de Lugares Históricos. El sitio cuenta con un obelisco de mármol de 3.7 metros de alto, mesas de picnic y carteles informativos sobre la historia del sitio.

## Trasfondo
En la masacre de Gnadenhutten de 1782, las fuerzas de la milicia revolucionaria mataron a noventa y seis hombres, mujeres y niños lenape cristianos desarmados, aunque este grupo era considerado amistoso y era neutral en la guerra. El ataque tuvo lugar en su asentamiento de Gnadenhutten, en la parte norte del río Muskingum. Más tarde, en 1789, se firmó el Tratado de Fort Harmar entre Estados Unidos y lo que un estadounidense registró como una "... Reunión no representativa de jefes no distinguidos ... "  La tierra de los Wyandot fue reducida por el tratado, pero en Ohio el control de sus tierras y de otras tierras tribales todavía estaba en disputa. 
Al mismo tiempo, el gobierno de los Estados Unidos vendió grandes extensiones de tierra en el territorio de Ohio para recaudar dinero después de la guerra y satisfacer los deseos de numerosos colonos de tener tierras al otro lado de los Montes Apalaches. Las tensiones aumentaron cuando los colonos estadounidenses comenzaron a ingresar a la zona. La Compañía de Asociados de Ohio, formada por un grupo de varios veteranos de Nueva Inglaterra de la Revolución Americana, se organizó para la especulación y el desarrollo de tierras. Compraron aproximadamente 1 500 000 acres (6070,3 km²)   en el Territorio del Noroeste de los Estados Unidos en 1787, pero sus compras no fueron patentadas por el Congreso hasta 1792. Los primeros colonos de estas tierras siguieron las directrices nacionales para asentarse en el Oeste y respetaron mucho al gobierno, probablemente debido a su papel en la Revolución. 
Los fundadores de la Compañía de Ohio promovieron una expansión occidental ordenada y nacionalista. Los fundadores de la empresa comenzaron a preocuparse por los problemas que surgieron a medida que más personas compraban acciones de la empresa de tierras y comenzaron a afirmar sus propios objetivos al incursionar en territorios donde la empresa no tenía título. Los enfrentamientos armados con tribus nativas americanas amenazaron el asentamiento de la Compañía en Marietta.
Una crisis financiera en Nueva York estaba dañando tanto a los inversores como a la tesorería de la empresa. La empresa luchó por integrar los intereses de los colonos e inversores del Este y los del Oeste. La estructura de poder de la Compañía favorecía la parte oriental del territorio y los colonos del oeste no estaban bien representados. Los occidentales querían protección contra los indios, pero los fondos escaseaban y la compañía de Ohio se negó. Pronto estalló un conflicto armado entre los colonos y las tribus nativas americanas que querían expulsarlos.

## Ataque de los guerreros Lenape y Wyandot
Un grupo de unos treinta y seis colonos de la Compañía había remontado el río desde Marietta y se había instalado al este del Muskingum en tierras donde la Compañía no tenía título de propiedad. Las tensiones con los indios americanos de la zona estaban aumentando. A fines de diciembre de 1790, el coronel William Stacy, un veterano de guerra, patinó sobre hielo 30 millas por el congelado río Muskingum para advertir a dos de sus hijos en el asentamiento de Big Bottom sobre el riesgo de un ataque.
Varios días después, el 2 de enero de 1791, el asentamiento fue atacado desde el norte por guerreros Lenape y Wyandot, que mataron a varios colonos. Esto sería denominado más tarde la "Masacre de Big Bottom" por los colonos y otros estadounidenses. Según la Sociedad Histórica de Ohio, nueve hombres, una mujer y dos niños murieron en el ataque. Los hijos del coronel Stacy, John Stacy y Philip (Philemon) Stacy, estaban entre las víctimas. John murió directamente en el ataque, y Philip fue tomado cautivo, muriendo más tarde.    

## Secuelas
El ataque provocó represalias por parte de Estados Unidos. Los conflictos continuaron en las Guerras Indias del Noroeste, en las que una coalición de tribus nativas americanas intentó expulsar a los colonos estadounidenses de este territorio. Finalmente fueron derrotados en 1794 en la Batalla de Fallen Timbers.
El 21 de abril de 1792, el Congreso autorizó el Donation Tract, un área de 100.000 acres ubicada a lo largo de la frontera norte de las tierras de la Compañía de Ohio, con la esperanza de crear rápidamente una zona de amortiguación que protegiera las tierras de la Compañía de Ohio de las incursiones de los nativos americanos.  El Congreso ofreció un lote de 100 acres gratis a cualquier hombre, de dieciocho años o más, que "realmente se estableciera en la tierra en el momento en que se transfiriera la escritura".

## Marcadores históricos
Un marcador en el sitio colocado por la Sociedad Histórica de Ohio dice:
Masacre de Big Bottom

Después de la Revolución Americana, el nuevo gobierno federal, necesitado de fondos operativos, vendió millones de acres de tierras occidentales a empresas inmobiliarias. Una de esas compañías, la Ohio Company of Associates, estableció un asentamiento en Marietta en 1788. Dos años más tarde, a pesar de las advertencias de hostilidad de los nativos americanos, una asociación de treinta y seis miembros de la Compañía se trasladó al norte de Marietta para establecerse en "Big Bottom", una gran área de terreno llano en el lado este del río Muskingum. Los colonos estaban familiarizados con la guerra de los nativos americanos, pero aun así construyeron un puesto de avanzada desprotegido. No completaron el fortín, no pusieron piquetes a su alrededor ni apostaron un centinela. El 2 de enero de 1791, un grupo de guerra de veinticinco hombres de Delaware y Wyandot del norte atacaron a los colonos desprevenidos y mataron a nueve hombres, una mujer y dos niños. La guerra se extendió por todo Ohio hasta agosto de 1794, cuando las tribus fueron derrotadas en la Batalla de Fallen Timbers.

En 2002, la Comisión del Bicentenario de Ohio, la Compañía Longaberger, el Comité del Bicentenario del Condado de Morgan y la Sociedad Histórica de Ohio colocaron otro marcador. En este monumento se puede leer:
- "Erigido por Obadiah Brokaw, 1905"
- "Lugar de la masacre de Big Bottom, invierno de 1790"
- "Escapado, Asa Bullard, Eleazer Bullard, Philip Stacy"
- "Asesinados: John Stacy, Zebulon Throop, Ezra Putnam, John Camp, Jonathan Farewell"
- "Mueren James Couch, Wm James, Joseph Clark, Isaac Meeks, su esposa y sus dos hijos"

La ciudad de Stockport ha colocado un tercer cartel en el lugar que dice:
Big Bottom (Gran Fondo), llamado así por la amplia llanura de inundación del río Muskingum, este parque es el sitio de un ataque a un asentamiento de la Compañía de Ohio por parte de los indios Delaware y Wyandot el 2 de enero de 1791. La masacre de Big Bottom marcó el estallido  de cuatro años de guerra fronteriza en Ohio, que sólo se detuvo cuando el general Anthony Wayne y las tribus indias firmaron el Tratado de Greenville.